# Gopes
Gopes (macedónul: Гопеш) település Észak-Macedóniában, a Pelagonijai körzet Bitolai járásában.

## Népesség
| Lakosok száma | 243  | 214  | 97   | 98   | 3    |      | 1    |
|               | 1948 | 1953 | 1961 | 1971 | 1991 | 2002 | 2021 |

2002-ben lakatlan település. Korábban főleg vlach (cincár) lakói voltak.